# Jerzy Kojkoł
Jerzy Kojkoł (ur. 18 października 1960 w Elblągu) – polski filozof i religioznawca, doktor habilitowany nauk humanistycznych, profesor nauk humanistycznych w dyscyplinie filozofii, dziekan Wydziału Nauk Humanistycznych i Społecznych Akademii Marynarki Wojennej, prezes Polskiego Towarzystwa Religioznawczego, komandor Marynarki Wojennej.

## Wykształcenie i kariera zawodowa
Maturę uzyskał w liceum w Gdyni. W latach 1979–1984 odbył studia w Wyższej Szkole Marynarki Wojennej im. Bohaterów Westerplatte. W 1983 został mianowany na stopień podporucznika marynarki, a w 1986 porucznika. W latach 1987–1990 odbył stacjonarne studia doktoranckie w Wojskowej Akademii Politycznej w Warszawie. Zakończył je uzyskaniem w 1990 stopnia naukowego doktora nauk humanistycznych w zakresie filozofii nadanego na podstawie rozprawy pt. Problemy religii w polskim czasopiśmiennictwie humanistycznym w latach 1944-1950. W 1990 został mianowany na stopień kapitana. W 1998 na Wydziale Filozofii i Socjologii UMCS w oparciu o dorobek naukowy i rozprawę pt. Myśl filozoficzna St. Garfeina-Garskiego w kontekście wybranych sporów w filozofii polskiej przełomu XIX i XX wieku uzyskał stopień naukowy doktora habilitowanego nauk humanistycznych w zakresie filozofii. W 2004 został awansowany na stopień komandora. W 2014 otrzymał nagrodę zespołową Ministra Obrony Narodowej I stopnia za osiągnięcia dydaktyczne. 14 stycznia 2025 prezydent Andrzej Duda nadał mu tytuł profesora nauk humanistycznych w dyscyplinie filozofia. 

## Pełnione funkcje
W 1990 został adiunktem w Wyższej Szkole Marynarki Wojennej. Później zajmował stanowisko prodziekana Wydziału Nawigacji i Uzbrojenia Okrętowego. W 2006 wybrano go na stanowisko prorektora ds. dydaktycznych tej Uczelni, a w 2007 prorektora ds. studenckich. W latach 2008–2012 był dziekanem Wydziału Nauk Humanistycznych i Społecznych. W kadencji 2012-2016 był prorektorem ds. kształcenia oraz dyrektorem Instytutu Stosunków Międzynarodowych Wydziału Nauk Humanistycznych i Społecznych. W roku 2016 ponownie objął funkcję dziekana WNHiS AMW. 
Od 2015 pełni funkcję prezesa zarządu Polskiego Towarzystwa Religioznawczego.

## Odznaczenia
W roku 2018 otrzymał Złoty Medal za Długoletnią Służbę a w roku W 2021 odznaczony Złotym Krzyżem Zasługi.

## Wybrane publikacje
- Filozofia, religia wychowanie, Warszawa 2023.
- Filozofia polska okresu międzywojennego. Zarys problematyki, Gdynia 2013.
- Filozofia tożsamości, Gdańsk 2007.
- Polska myśl społeczna o wychowaniu w latach 1900-1950, Warszawa-Tyczyn 2005.
- Myśl filozoficzna Stanisława Garfeina-Garskiego, Toruń 2001.
- Dylematy współczesnego wychowania (filozofia, pedagogika, religia), Gdynia 1999.
- Filozofia wychowania a nowożytne przemiany religijne, Słupsk 1997.
- Filozoficzne i społeczne problemy humanistyki polskiej w latach 1944-1948, Gdynia 1997.